# Dédalo (R-01)
Dedalo (R-01) byla španělská letadlová loď. Byl to druhý nosič letadel ve španělském námořnictvu. První lodí byl nosič hydroplánů Dedalo, který sloužil od 20. let.
V 60. letech španělská admiralita rozhodla, že námořnictvo potřebuje pro svou činnost letadlovou loď. V roce 1967, když Madrid zamítl koupi letadlové lodě třídy Essex a přestavbu italského křižníku Trieste, byla Španělsku z USA na deset let zapůjčena lehká letadlová loď USS Cabot druhoválečné třídy Indepencence. Ve Španělsku dostala jméno Dedalo. Loď byla předchozích 17 let mimo službu a musela tedy být modernizována. Byla na ní namontována moderní elektronika, byl modifikován velitelský ostrov, odstraněny dva z komínů a rovněž upraven hangár. V roce 1972 se půjčka změnila v koupi a Dedalo se stala španělským majetkem.
Loď sloužila především k protiponorkovému hlídkování. Původně byla určena jen pro provoz vrtulníků, ale 8.–9. listopadu 1972 na ní úspěšně proběhly zkoušky letounu Harrier, což vedlo k objednávce 8 těchto strojů (6 jednomístných a 2 dvoumístných cvičných) pod jménem Matador. V roce 1980 Spojené království dodalo ještě 5 modernějších kusů.
Loď nesla až 33 vrtulníků Sea King SH-3H, Agusta AB-212 a nebo 21  kolmostartujících Matadorů. Měla klasickou průběžnou letovou palubu a dva výtahy, postrádala ale skokanský můstek na přídi, což omezovalo povolenou vzletovou hmotnost jejich letounů.
Loď obvykle nesla čtyři letky, které se mohly lišit podle cíle mise. Obvykle to byly 4 protiponorkové vrtulníky SH-3 Sea King, 4 protiporkové vrtulníky AB-204/AB-212, určené i k elektronickému boji, třetí letku tvořily specializované vrtulníky (například opět protiponorkové vrtulníky či bitevní vrtulníky Bell AH-1G Cobra) a čtvrtou stíhací bombardéry Harrier. Takových skupin se na loď vešlo až 6.
Přes některé rekonstrukce už byla loď morálně zastaralá (přece jen pamatovala druhou světovou válku) a získání nosiče s dlouhodobou perspektivou bylo vyřešeno stavbou moderní letadlové lodi Príncipe de Asturias, podle amerického projektu Sea Control Ship. Ta Dedalo vystřídala ve funkci španělské vlajkové lodi.
Dedalo sloužila až do svého vyřazení v roce 1989, tedy nedlouho po dokončení Principe de Asturias. Byla pak předána do USA soukromé organizaci, která ji chtěla změnit v plovoucí muzeum. Jelikož však tato organizace nezískala dost finančních prostředků, strávila Dedalo téměř celá 90. léta v doku v New Orleansu a 10. září 1999 byla prodána v aukci. Do roku 2002 byl její trup sešrotován. Velitelský ostrov byl zachován jako jediný pozůstatek stovky amerických eskortních letadlových lodí z druhé světové války.